# Âm mũi ngạc cứng hữu thanh
Âm mũi ngạc cứng hữu thanh hay âm mũi vòm cứng hữu thanh là một loại phụ âm, được sử dụng trong một số ngôn ngữ nói. Ký hiệu để thể hiện âm này trong bảng mẫu tự ngữ âm quốc tế là ⟨ɲ⟩, một chữ n thường với một cái "móc" qua trái. Trong X-SAMPA, ký tự cho âm này là J. Ký hiệu IPA ⟨ɲ⟩ hơi tương tự với ⟨ɳ⟩, ký hiệu cho âm mũi quặt lưỡi, và ⟨ŋ⟩, ký hiệu cho âm mũi ngạc mềm; ký hiệu ⟨ɲ⟩ xuất phát từ cách viết gn để thể hiện âm này trong tiếng Pháp và Ý.

## Ví dụ

### Âm mũi vòm hay mũi chân răng-vòm
| Ngôn ngữ       | Ngôn ngữ                    | Từ                       | IPA           | Nghĩa             | Ghi chú                                                                                                |
| -------------- | --------------------------- | ------------------------ | ------------- | ----------------- | --- |
| Albania        | Albania                     | një                      | [ɲə]          | 'một'             | |
| Basque         | Basque                      | andereño                 | [än̪d̪e̞ɾe̞ɲo̞]    | 'cô giáo'         | |
| Ba Lan         | Ba Lan                      | koń                      | [kɔɲ̟]ⓘ        | 'ngựa'            | Âm chân răng-vòm.                                                                                      |
| Bắc Frisia     | Mooring                     | fliinj                   | [ˈfliːɲ]      | 'bay'             | |
| Bồ Đào Nha     | Nhiều phương ngữ            | Sônia                    | [ˈsõ̞n̠ʲɐ]      | 'Sonia'           | |
| Bồ Đào Nha     | Brasil                      | sonha                    | [ˈsõ̞ɲɐ]       | 'anh ta/cô ta mơ' | |
| Bồ Đào Nha     | Châu Âu                     | arranhar                 | [ɐʁɐ̃ˈn̠ʲaɾ]    | 'gãi, bới'        | Âm răng-chân răng-vòm.                                                                                 |
| Catalunya      | Catalunya                   | any                      | [ˈaɲ̟]         | 'năm'             | Âm chân răng-vòm hay âm vòm.                                                                           |
| Czech          | Czech                       | kůň                      | [kuːɲ]        | 'ngựa'            | Xem âm vị học tiếng Czech                                                                              |
| Dinka          | Dinka                       | nyɔt                     | [ɲɔt]         | 'rất'             | |
| Galicia        | Galicia                     | viño                     | [ˈbiɲo]       | 'rượu vang'       | Xem âm vị học tiếng Galicia                                                                            |
| Ireland        | Ireland                     | inné                     | [əˈn̠ʲeː]      | 'ngày hôm qua'    | Tiếng Ireland phân biệt các âm /n̠ʲ/, /ɲ/, /ŋ/ và ở một số phương ngữ /nʲ/. Xem âm vị học tiếng Ireland |
| Khasi          | Khasi                       | bseiñ'                   | [bsɛɲ]        | 'rắn'             | |
| Hà Lan         | Hà Lan                      | oranje                   | [oˈrɑɲə]      | 'cam'             | Không có mặt ở tất cả các phương ngữ                                                                   |
| Hungary        | Hungary                     | anya                     | [ˈɒɲɒ]        | 'mẹ'              | Âm chân răng-vòm. Xem âm vị học tiếng Hungary                                                          |
| Hy Lạp         | Hy Lạp                      | πρωτοχρονιά/prōtochroniá | [pro̞to̞xro̞ˈɲ̟ɐ] | 'Ngày Đầu năm'    | Âm chân răng-vòm. Xem âm vị học tiếng Hy Lạp hiện đại                                                  |
| Latvia         | Latvia                      | mākoņains                | [maːkuɔɲains] | 'nhiều mây'       | Xem âm vị học tiếng Latvia                                                                             |
| Lô Lô          | Lô Lô                       | ꑌ/nyi                   | [n̠ʲi˧]        | 'ngồi'            | Âm chân răng-vòm.                                                                                      |
| Macedonia      | Macedonia                   | чешање/češanje           | [ˈt͡ʃɛʃaɲɛ]    | 'đau (nhói)'      | Xem âm vị học tiếng Macedonia                                                                          |
| Mã Lai         | Mã Lai                      | banyak                   | [bäɲäʔˈ]      | 'nhiều'           | |
| Malayalam      | Malayalam                   | ഞാന്                       | [ɲäːn]        | 'Tôi'             | |
| Miến           | Miến                        | ညာ                        | [ɲà]          | 'bên phải'        | Được phân biệt với âm mũi vòm vô thanh /ɲ̥/.                                                            |
| Nhật           | Nhật                        | 庭/niwa                  | [n̠ʲiwᵝa]      | 'vườn'            | Âm chân răng hay răng-chân răng. Xem âm vị học tiếng Nhật                                              |
| Occitan        | Bắc                         | Polonha                  | [puˈluɲo̞]     | 'Ba Lan'          | |
| Occitan        | Nam                         | Polonha                  | [puˈluɲo̞]     | 'Ba Lan'          | |
| Occitan        | Gascon                      | banh                     | [baɲ]         | 'tắm'             | |
| Pháp           | Pháp                        | agneau                   | [äˈɲo]        | 'cừu'             | Âm chân răng-vòm or palatal.                                                                           |
| Quechua        | Quechua                     | ñuqa                     | [ˈɲɔqɑ]       | 'Tôi'             | |
| România        | Các phương ngữ Transylvania | câine                    | [ˈkɨɲe̞]       | 'chó'             | Âm chân răng-vòm.                                                                                      |
| Gael Scotland  | Gael Scotland               | seinn                    | [ʃeiɲ̟]        | 'hát'             | Âm chân răng-vòm.                                                                                      |
| Serbia-Croatia | Serbia-Croatia              | питање / pitanje         | [pǐːt̪äːɲ̟e̞]ⓘ   | 'hỏi'             | Âm chân răng-vòm.                                                                                      |
| Slovak         | Slovak                      | pečeň                    | [ˈpe̞t͡ʃe̞ɲ̟]     | 'gan'             | |
| Tây Ban Nha    | Tây Ban Nha                 | enseñar                  | [ẽ̞nse̞ˈɲär]    | 'dạy'             | |
| Tây Frisia     | Tây Frisia                  | njonken                  | [ˈɲoŋkən]     | 'cạnh bên'        | |
| Triều Tiên     | Triều Tiên                  | 고니/goni                | [ko̞n̠ʲi]       | 'thiên nga'       | Âm chân răng-vòm. Xem âm vị học tiếng Triều Tiên                                                       |
| Trung Quốc     | Tứ Xuyên                    | 女人/nyü3 ren2           | [ȵy˥˧ zən˨˩/] | 'phụ nữ'          | Âm chân răng-vòm                                                                                       |
| Trung Quốc     | Ngô                         | 女人/gniugnin            | [ȵy˩˧ȵiȵ˥˨]   | 'phụ nữ'          | Âm chân răng-vòm                                                                                       |
| Ukraina        | Ukraina                     | тінь'                    | [t̪in̠ʲ]        | 'bóng'            | Âm chân răng-vòm.                                                                                      |
| Việt           | Việt                        | nhà                      | [ɲâː]         | 'nhà'             | |
| Ý              | Ý                           | bagno                    | [ˈbäɲːo]      | 'tắm'             | Xem âm vị học tiếng Ý                                                                                  |
| Zulu           | Zulu                        | inyoni                   | [iɲ̟óːni]      | 'chim'            | Âm chân răng-vòm.                                                                                      |